# Ludwig Hinteregger
Ludwig Hinteregger (* 5. Oktober 1892 in Wolfurt; † 31. Oktober 1973 ebenda) war ein österreichischer Politiker (CSP), Landwirt und Gemeindevorsteher. Er war von 1932 bis 1938 Abgeordneter zum Vorarlberger Landtag. 

## Ausbildung und Beruf
Ludwig Hinteregger besuchte zwischen den Jahren 1898 und 1906 die Volksschule in seiner Heimatgemeinde Wolfurt. Er war danach von 1906 bis 1913 im Stickereigewerbe beschäftigt und leistete ab 1913 seinen Militärdienst beim 2. Regiment der Tiroler Kaiserjäger ab. Während des Ersten Weltkriegs stand er zwischen 1914 und 1919 im Kriegsdienst, wobei er mehrere Tapferkeits- bzw. Verwundetenauszeichnungen erhielt. Nach seiner Rückkehr aus dem Krieg führte er zwischen 1919 und 1924 den elterlichen, landwirtschaftlichen Betrieb. Während des Zweiten Weltkriegs war Hinteregger von 1938 bis 1945 als Buchhalter der Firma Rädler beschäftigt, ab 1949 war er erneut in diesem Beruf für die Firma Rädler tätig. 

## Politik und Funktionen
Hinteregger war Mitglied der Christlichsozialen Partei und engagierte sich lange Zeit in der Lokalpolitik. Er wurde 1919 in den Gemeinderat von Wolfurt gewählt und gehörte diesem zunächst bis zum Jahr 1924 an. Danach war er von 1924 bis zur Machtübernahme der Nationalsozialisten im Jahr 1938 Gemeindevorsteher in Wolfurt. Er trat bei der Vorarlberger Landtagswahl 1932 für die Christlichsoziale Partei an und wurde in der Folge als Abgeordneter des Wahlbezirkes Bregenz am 22. November 1932 als Landtagsabgeordneter angelobt. Er gehörte dem regulären Landtag bis zur Auflösung am 13. November 1934 an und wurde 1934 als Standesvertreter des Berufsstandes Land- und Forstwirtschaft vom Vorarlberger Landeshauptmann zum Mitglied des Ständischen Landtags berufen. Hinteregger gehörte in der Folge vom 14. November 1934 bis zum Anschluss Österreichs am 12. März 1938 dem Landtag an. Nach dem Ende des Zweiten Weltkriegs war Hinteregger zwischen den Jahren 1945 und 1950 erneut Gemeindevorsteher in Wolfurt, danach war er von 1950 bis 1955 wieder Mitglied im Gemeinderat.

## Privates
Ludwig Hinteregger wurde als Sohn des Wolfurter Landwirts Andreas Hinteregger (* 4. April 1849; † 22. September 1925) und dessen Gattin Anna Maria (geborene Dür; * 2. Oktober 1858; † 7. Juli 1926) aus Bildstein geboren. Er heiratete 1922 in Wolfurt seine Frau Rosa Fischer (* 2. Mai 1897; † 15. Dezember 1974) und wurde in der Folge zwischen 1925 und 1933 Vater von drei Töchtern und drei Söhnen.
Wenige Wochen nach seinem 81. Geburtstag starb Hinteregger in seiner Geburts- und Heimatstadt Wolfurt und wurde im Familiengrab am Friedhof der Pfarre Wolfurt-St. Nikolaus beerdigt.

## Auszeichnungen
- Große Silberne Tapferkeitsmedaille (Erster Weltkrieg)
- Kleine Silberne Tapferkeitsmedaille (Erster Weltkrieg)
- Bronzene Tapferkeitsmedaille (Erster Weltkrieg)
- Verwundetenmedaille (Erster Weltkrieg)